# Phoenix Air
Die Phoenix Air Group, Inc. (firmierend als Phoenix Air) ist eine US-amerikanische Charterfluggesellschaft mit Sitz in Cartersville, Georgia.

## Geschichte
Die Phoenix Air Group wurde 1978 in Atlanta als Bedarfsfluggesellschaft gegründet und nahm ihren Betrieb mit zwei Maschinen des Typs Beechcraft Model 18 auf. Weitere Kleinflugzeuge, unter anderem Piper PA-31, ergänzten in den Folgejahren die Flotte. Ab Mitte der 1980er-Jahre setzte das Unternehmen Geschäftsreiseflugzeuge des Typs Learjet 23 ein.
Unter dem Namen Phoenix Air werden Auftragsdienste (Ad-hoc-Charter), Frachttransporte sowie Ambulanzflüge für Privatkunden oder Unternehmen ausgeführt. Zu den wichtigsten Kunden zählen mittlerweile verschiedene US-amerikanische Bundesbehörden und Ministerien. Im Jahr 2011 erhielt die Gesellschaft Aufträge in Höhe von rund 46 Millionen US-Dollar aus der öffentlichen Hand.
Im Jahr 2013 gewann Phoenix Air eine Ausschreibung des Department of Health and Human Services. Infolgedessen wurden zwei Gulfstream III zu Ambulanzflugzeugen mit vergrößerten Türen und mit einem System der Biologischen Schutzstufe 4 ausgerüstet, wodurch sie zum Transport von liegenden Patienten mit hochinfektiösen Krankheiten geeignet sind.  Eines der Flugzeuge (Kennzeichen: N173PA) wurde im Herbst 2014 für den Rücktransport von zwei US-Bürgern genutzt, die sich in Westafrika mit dem Ebolafieber infiziert hatten. Am 13. Juni 2017 wurde der US-Amerikaner Otto Warmbier, der im Januar 2016 in Nordkorea zu 15 Jahren Arbeitslager verurteilt wurde und seit Monaten im Koma lag, mit einem Ambulanzflugzeug der Phoenix Air ausgeflogen. Daneben führt die Phoenix Air Group auch Modifikationen an Flugzeugen durch, im Speziellen für den Typ Grumman Gulfstream I, und betreibt eine Flugschule auf dem Flugplatz Cartersville, der größtenteils in Besitz der Gesellschaft ist.
Unter dem Namen Phoenix Force fliegt das Unternehmen als Auftragnehmer militärische Trainingsmissionen für verschiedene Luftwaffen. Diese umfassen Zieldarstellungen für Luft- oder Seekrieg und Zielschleppflüge sowie den Transport von Zieldrohnen ins Einsatzgebiet. Die Flugzeuge werden zudem zur Erprobung von Waffensystemen und von elektronischen Abwehrmaßnahmen genutzt.

## Flotte
Mit Stand Juli 2022 besteht die Flotte der Phoenix Air Group aus 21 Flugzeugen
- 6 Learjet 35A
- 4 Learjet 36
- 3 Learjet 36A
- 1 Grumman Gulfstream I (G–159), die größte flugtaugliche Flotte dieses Typs
- 7 Gulfstream III (G–1159A), darunter zwei Maschinen, die zum Transport von Patienten mit hochinfektiösen Krankheiten (z. B. Ebolafieber) geeignet sind.

## Ehemalige Flugzeugtypen
- Learjet 35
- Grumman Gulfstream II

## Zwischenfälle
- Am 8. Januar 1988 verunglückte eine Learjet 36A im Anflug auf den Flughafen Memphis, dabei wurde die Besatzung getötet.[7]
- Am 14. Dezember 1994 stürzte ein Learjet 35A (N521PA) der Phoenix Air aufgrund eines Feuers an Bord während des Landeanflugs auf das Fresno Air Terminal ab. Dabei kamen beide Besatzungsmitglieder ums Leben. Das zivile Flugzeug war für Übungen mit Militärflugzeugen ausgerüstet. Vor dem Absturz befand sich das Flugzeug auf dem Rückweg von einer Übung mit General Dynamics F-16 der California Air National Guard, als das Feuer an Bord ausbrach (siehe auch Phoenix-Air-Flug Dart 21).[8]
- Am 3. Dezember 2002 stieß ein Learjet 36 beim Start vom Flughafen Astoria mit einem Elch zusammen. Der Start wurde abgebrochen, aber das Flugzeug kam erst rund 55 Meter nach der Startbahn zum Stehen und wurde durch ein anschließendes Feuer zerstört. Die Besatzung und die zwei Passagieren kamen nicht zu Schaden.[9]

- Am 10. Mai 2023  stürzte ein Learjet 36A nach einem Feuer im Bereich der Treibstoffzufuhr des linken Triebwerks vor der Insel San Clemente, Kalifornien, ins Meer. Alle drei Besatzungsmitglieder starben. Die Maschine befand sich gemeinsam mit einem weiteren Learjet 36A auf einem Auftragsflug für die US Navy, als es in einer Flughöhe von 15.000 Fuss zu einem Schaden kam. Dieser wurde laut Unfallberichtdurch eine gelöste oder fehlende Mutter an einer Treibstoffleitung verursacht. Ein Flugfeld auf der Insel wurde angesteuert, aber nicht mehr erreicht.[10]